# Европска смрча
Европска смрча (Picea abies (L.) Karst.) има преко 150 синонима, од којих треба истаћи хомотипски Pinus abies L. пре издвајања врста Picea у самостални род, а чест је и синоним Picea excelsa (Lam.) Poir. Код нас као аутохтона врста обично је без придева европска, а поред назива смрча срећу се и називи смрека, смрч, омора, јелка, мурика, чам, чамић, цапин....

## Ареал
Европска смрча је високо дрво северне Европе и планинских станишта средње и јужне Европе. Јужна граница су јој планине Балкана.

## Опис врсте
Стабла су висока до 50 m и могу достићи пречник од 1 m. Коренов систем је плитак (површински) и тањираст, без срчанице али са бројним бочним кореновима, због чега је склона ветроизвалама. Смрча има пирамидалну круну. Гране првог реда су пршљенасто распоређене, а другог су најчешће мање-више висеће. Кора је црвенкасто-сиве до смеђе боје, у младости глатка а касније испуца у танке округласте љуспе. Младе гранчице су мало длакаве до голе. Пупољци су купасти, зашиљени без смоле. 
Четине на стеригмама дуге су до 25 mm, а широке око 1 mm, зашиљене, четвороугаоног пресека са 1 – 4 линије стома на свим странама, равномерно спирално распоређене. На биљци остају 7 година и дуже.
Смрча је једнодома, анемофилна врста. Мушке стробиле су 20 – 25 mm дуге, црвене. женске стробиле у доба опрашивања дуге су до 4 cm, тамноцрвенкасте или зеленкасте. Цвета од краја априла до јуна у зависности од станишта и надморске висине. Оплођење наступа месец дана по опрашивању, а у наредна 3 месеца семе се потпуно развије и способно је да клија. 
Шишарке су цилиндричног облика и дуге су до 16 cm, широке 3- 4 cm, висеће, у младости су зелене (var. chlorocarpa) или црвеносмеђе (var. erythrocarpa), а у зрелости смеђе боје. Стерилне (покровне) љуспе су знатно краће од фертилних. По сазревању и осипању семена, шишарке опадају. 
Семе је тамносмеђе до мрко, јајолико дуго око 4 mm са криоцетом које обавија семе дугим око 13 mm. Семе се осипа од октобра до априла. Смрча почиње да плодоноси између 30. и 50. године живота у састојини (оптимално у 100.). Пун урод је на сваких 4 – 8 година. У интервалу од 10 година може се очекивати један пун урод, два 50%-тна и три мања. Шишарке дозревају прве године. Сакупљају се са дубећих стабала непосредно пред отварање и трусе се у трушници или на сунцу у танким слојевима. Из 100 kg шишарки добија се просечно 9,4 килограма семена са крилцима. 1 kg семена са крилцима даје 0,55 kg семена без крилаца. Да би се добио 1 kg семена потребне су 32 шишарке. Једна шишарка садржи око 400 семена. У 1 kg чистог семена има 130 000 – 250 000, просечно 159 000 зрна. Број зрна у шишарки се смањује са повећањем надморске висине и географске ширине, а смањује се и маса семена, клијавост, дужина и маса шишарки. Шишарке из виших предела садрже више влаге. 
Семе са 10% влаге губи клијавост после 4 године. Са смањивањем влаге у семену (сушењем) клијавост се продужава и до 7 година (8% влаге). Семе сачува ову клијавост ако се чува на температури нешто изнад 0°C. Семе смрче не поседује дормантност и клија надземно. Лабораторијска клиијавост у просеку износи око 80%, а енергија клијања, 10. дана, је око 50%. У расадницима се сеје у пролеће и од око 100 пуних зрна добије се око 75 клијаваца. Клијање почиње 15 – 30 дана после сетве. 
- Врх стабла смрче са шишаркама.
- Семе смрче са криоцем.
- Обескриљено семе.
- Једногодишњи клијавац смрче.
- Двогодишња садница смрче.
- Садница смрче у садној јами на пошумљеном терену Пештера.
- Природно полегање доњих грана даје клонско потомство.

## Биоеколошке карактеристике
У природи се јавља обично на иловастим до песковитим земљиштима на стаништима где има довољно влаге, нарочито у земљишту. Расте и на подзолима. Смрча је врста сенке и ако се сади у групама, око себе ствара велику засену и на тај начин посебну микроклиму и педоклиму. 
Смрча у Србији гради посебан висински шумски појас, који је изнад буковог са влажнијом и хладнијом климом. Заједнице су : Piceetum subalpinum Horv., Abieti – Piceetum calamagrostis Horv., Aremonio – Piceetum Horv., Piceetum excelsae serbicum Greb., Piceetum excelsae hylocomio, Piceetum excelsae oxalidetosum Mis. et Pop на серпентину и др. Неке од планина на којима се јавља су : Тара, Златибор, Голија, Копаоник, Златар, Сува планина, Стара планина. На Балкану ова врста се простире до појаса од 2200 m надморске висине. За време глацијације смрча је имала један од својих рефугијума на Балкану одакле се проширила према западу преко Алпа до Шварцвалда. 
Добро подноси орезивање. Није отпорна према штетним гасовима у ваздуху. Добро подноси температурне екстреме. Пати од касних мразева. Животни век у природи јој је до 300 година, мада у Скандинавији има примерака старих неколико хиљада година. У градовима примерци ове врсте су обично слабије развијени јер јој не одговара топло и суво станиште, претерана инсолација и ветар. Доста је варијабилна врста и има више од 100 различитих форми, култивара и варијетета који се међусобно разликују по: начину гранања (чешљасто, четкасто, хоризонтално...), облику љуспи шишарке (заобљене, тупе, продужене, ушиљене, назубљене), боји шишарки (жуте, зелене, црвенкасте, љубичасте), боји и структури коре (глатка сива, груба сиво-црвенкаста). Ова својства се могу повезати са другим битним особинама као што је прираст, отпорност, прилагодљивост на различите климатске услове. Интеракција генотип – спољашњи услови је за нека својства јака (висински прираст) док је за друга слаба (листање).

## Значај
У шумарству представља једну од водећих врста (на петом је месту по заступљености у шумама Србије и простире се на око 27.000 ha што представља 3,8% од укупне површине под шумом). Са црним бором представља главну врсту за пошумљавање у Србији. Смрча представља добар материјал за озелењавање на местима где то еколошки услови станишта допуштају.

## Размножавање
Смрча се за потребе пошумљавања производи искључиво генеративно, при чему се води рачуна о провенијенцији семена. За потребе хортикултуре и пејзажне архитектуре културни таксони смрче, којих има преко сто, размножавају се вегетативно. Пошто се лако ожиљава, што је чест случај и у природи, када доње гране (положнице) у контакту са земљиштем формирају жиле, а грана се усправља дајући нову индивидуу, култивари могу да се размноже резницама. Поред резница, којима се размножавају готово искључиво патуљасти култивари, примењује се и калемљење бочним спајањем током јануара-фебруара на трогодишње подлоге основне форме које су у посудама. Као племке бирају се терминални леторасти због топофизиса. Полузрелим резницама могу да се размноже култивари ‘Barrya’, ‘Capitata’, ‘Decumbens’, ‘Dumosa’, ‘Clanbrassiliana’, ‘Gregoryana’, ‘Inversa’, ‘Microsperma’, ‘Nidiformis’, ‘Ohlendorffii’, ‘Repens’, ‘Tabuliformis’... док се ‘Maxwellii’, 'Virgata', 'Inversa' и ‘Pendula’, на пример, искључиво калеме. Поред тога европска смрча је најчешћа подлога за плаве (сребрне) смрче као што је Picea pungens ‘Glauca’.